# Археоастрономія
Археоастрономія (дав.-гр. Ἀρχη — початок, αστρον — зоря і νόμος — закон) — наука, що сформувалася в другій половині XX століття, предметом вивчення якої є астрономічні уявлення людей давнини. Вона поділяється на власне археоастрономію, що вивчає археологічні пам'ятки й стародавні артефакти для пошуку в них астрономічного значення, й етноастрономію, що розкриває космологічні й космогонічні уявлення стародавніх за фольклорним та етнографічним даними, а також при вивченні древніх малюнків (петрогліфів).
У свою чергу, археоастрономія є одним з розділів ширшої дисципліни палеоастрономії, що вивчає давні астрономічні події.
Як міждисциплінарна наука, археоастрономія використовує результати, отримані археологією та астрономією, а також історією науки, історією релігії, етнологією, лінгвістикою, палеокліматологією.
Засновником археоастрономії вважають англійського астронома Дж. Хокінса, який вивчав давню мегалітичну обсерваторію Стоунхендж. В епоху неоліту на півночі Західної Європи було багато таких споруд. Вони могли мати вигляд кількох стоячих каменів (менгірів), або кіл із каменів (кромлехів). Комплекс поблизу Карнака (Франція) не поступається Стоунхенджу. Подібні давні астрономічні споруди знайдено в долині річки Білий Іюс (Хакасія) та в місті Мецамир (біля Єревана).

### Зелена археоастрономія
Зелена астрономія отримала назву від обкладинки книги Archaeoastronomy in the Old World. Вона перш за все ґрунтується на статистиці й призначена для доісторичних місць, де свідчення про життя людей обмежені порівняно з історичним періодом. Її базові методи розвинув Александр Том під час своїх об'ємистих досліджень британських мегалітичних споруд.
Том хотів перевірити, чи доісторичні люди застосовували високоточну астрономію. Він припускав, що використовуючи горизонт в астрономічних дослідженнях спостерігачі могли обчислювати конкретну дату в той чи інший день. Щоб досліджувати рух сонця потрібно було знайти таке місце, де в певний день сонце сідало у виїмку на горизонті. Добре підходить для цього гора, яка закриває сонце, але в певний день дозволяє невеликій частині світила з'явитися по інший бік, призводячи до подвійного заходу сонця. Анімація показує два заходи Сонця: один — за день до літнього сонцестояння і другий — якраз у день літнього сонцестояння. У другому випадку відбувається подвійний захід сонця. Горизонтова астрономія можливо неточна через непостійність коефіцієнту заломлення повітря.

### Societies
- ISAAC [Архівовано 22 липня 2012 у Wayback Machine.], The International Society for Archaeoastronomy and Astronomy in Culture.
- SEAC [Архівовано 26 квітня 2012 у Wayback Machine.] La Société Européenne pour l'Astronomie dans la Culture. Site in English.
- SIAC La Sociedad Interamericana de Astronomía en la Cultura.
- Society for the History of Astronomy [Архівовано 18 грудня 2014 у Wayback Machine.]

### Journals
- Archaeoastronomy and Ethnoastronomy News [Архівовано 11 травня 2008 у Wayback Machine.]
- Archaeoastronomy: Supplement to the Journal for the History of Astronomy [Архівовано 10 липня 2012 у Wayback Machine.]
- Archaeoastronomy: The Journal of Astronomy in Culture
- Culture and Cosmos [Архівовано 16 липня 2012 у Wayback Machine.]
- Journal for the History of Astronomy [Архівовано 17 липня 2012 у Wayback Machine.]